# 자유공원로
자유공원로(Jayugongwon-ro)는 인천광역시 중구 인현동에서 송월동2가까지 이르는 인천광역시도로, 총 연장은 1.422 km이다.

## 유래
이름이 유래된 것은 자유공원을 가로지르는 도로로서, 공원 명칭을 활용하였다.

## 역사
- 2009년 10월 1일 : 도로명으로 자유공원로를 고시

## 주요 경유지
- 중구
  - 송월동2가 - 송월동3가 - 북성동3가 - 전동 - 내동 - 인현동

## 접촉하는 도로
- 참외전로 (2회씩 교차함)
- 송월로
- 자유공원서로
- 홍예문로
- 우현로
- 동화마을안길
- 송학로

## 주요 건물 및 시설
- 비엔나, 강타만화, 예일미용학원, 알토 (자유공원로 4/인현동 11-3)
- 인천학생교육문화회관 (자유공원로 12/인현동 5)
- 전동아트빌 (자유공원로 28-5/전동 19-6)
- 해병전우회기동대 (자유공원로 95/북성동3가 1)
- 자유유치원 (자유공원로 105/송월동3가 3-140)
- 송월하이츠빌라 (자유공원로 122-12/송월동1가 11-35)
- 인천기상대 관사 (자유공원로 123/송월동3가 3-46)

## 같이 보기
- 자유공원 (인천)
- 자유공원서로
- 자유공원남로